# Professional Play-offs
Die Professional Play-offs waren ein zwischen 1988 und 1990 in der Guild Hall des englischen Preston ausgetragenes Qualifikationsturnier für die Snooker Main Tour. Jährlich wurde ein Turnier ausgetragen, wobei sich pro Turnier sieben bis zehn Spieler für die kommende Main-Tour-Saison qualifizieren konnten.

## Geschichte
Zum ersten Mal wurden 1988 die Professional Play-offs ausgetragen. Das Turnier bestand aus sieben Spielen im Modus Best of 19 Frames, wobei sich die Sieger für die kommende Main-Tour-Saison qualifizieren konnten. Dabei trafen Amateure auf Main-Tour-Profis.
Ein Jahr später wurde die Rundenanzahl auf drei und zeitgleich die Teilnehmeranzahl auf 38 erhöht. Während die ersten beiden Runden im Modus Best of 9 Frames gespielt wurden, wurde die letzte, entscheidende Runde im Modus Best of 17 Frames gespielt. Die Sieger der zweiten Runde trafen auf Main-Tour-Profis, die ihren Status behalten wollten; die Sieger qualifizierten sich für die nächste Saison.
Auch 1990 gab es drei Runden, die Teilnehmeranzahl blieb gleich. Nach zwei Runden im Modus Best of 9 Frames trafen die Sieger in Runde drei wieder auf scheidende Main-Tour-Profis; die Sieger qualifizierten sich für die nächste Saison auf der Main Tour.

## Sieger
| Saison  | Turnier | Ort                 | Qualifikanten   | Qualifikanten | Qualifikanten  | Qualifikanten     | Qualifikanten | Qualifikanten  | Qualifikanten  | Qualifikanten | Qualifikanten | Qualifikanten   |
| ------- | ------- | ------------------- | --------------- | ------------- | -------------- | ----------------- | ------------- | -------------- | -------------- | ------------- | ------------- | --------------- |
| 1988/89 | 1988    | Guild Hall, Preston | Tony Wilson     | Nick Terry    | Mick Price     | Robert Marshall 1 | Ian Graham    | Craig Edwards  | Steve Campbell | –             | –             | –               |
| 1989/90 | 1989    | Guild Hall, Preston | James Wattana   | Barry Pinches | Stephen Murphy | Brian Morgan      | Brady Gollan  | Nick Dyson     | Andrew Cairns  | Ian Brumby    | Nigel Bond    | Duncan Campbell |
| 1990/91 | 1990    | Guild Hall, Preston | Jason Whittaker | Jason Prince  | Gary Natale    | Alan McManus      | Rod Lawler    | Jason Ferguson | Chris Cookson  | Franky Chan   | –             | –               |